# Municipio de Leaf Valley
El municipio de Leaf Valley (en inglés: Leaf Valley Township) es un municipio ubicado en el condado de Douglas en el estado estadounidense de Minnesota. En el año 2010 tenía una población de 457 habitantes y una densidad poblacional de 4,88 personas por km².

## Geografía
El municipio de Leaf Valley se encuentra ubicado en las coordenadas 46°4′2″N 95°26′40″O / 46.06722, -95.44444. Según la Oficina del Censo de los Estados Unidos, el municipio tiene una superficie total de 93.6 km², de la cual 86,66 km² corresponden a tierra firme y (7,41 %) 6,94 km² es agua.

## Demografía
Según el censo de 2010, había 457 personas residiendo en el municipio de Leaf Valley. La densidad de población era de 4,88 hab./km². De los 457 habitantes, el municipio de Leaf Valley estaba compuesto por el 98,69 % blancos, el 0,22 % eran amerindios, el 0,44 % eran asiáticos y el 0,66 % eran de una mezcla de razas. Del total de la población el 1,31 % eran hispanos o latinos de cualquier raza.